# Перуански елен
Перуанските елени (Hippocamelus antisensis) са вид средноголеми бозайници от семейство Еленови (Cervidae).
Разпространени са в планинските ливади на Андите от централно Перу до северните части на Чили и Аржентина на надморска височина над 2000 метра. Достигат дължина на тялото с главата 128 до 146 сантиметра, височина при рамото 69 до 80 сантиметра и маса 69 до 80 килограма. Хранят се главно с треви и храсти.